# Callionima parce
Espèce
Callionima parce est une espèce d'insectes lépidoptères (papillons) de la famille des Sphingidae, sous-famille des  Macroglossinae, de la tribu des Dilophonotini, sous-tribu des Dilophonotina et du genre Callionima.

## Description
L'envergure est de 67–80 mm. Le sommet de l'aile antérieure est extrêmement pointu et légèrement falciforme. Le dessus de l'aile antérieure a une pâle ligne apicale oblique incurvée.

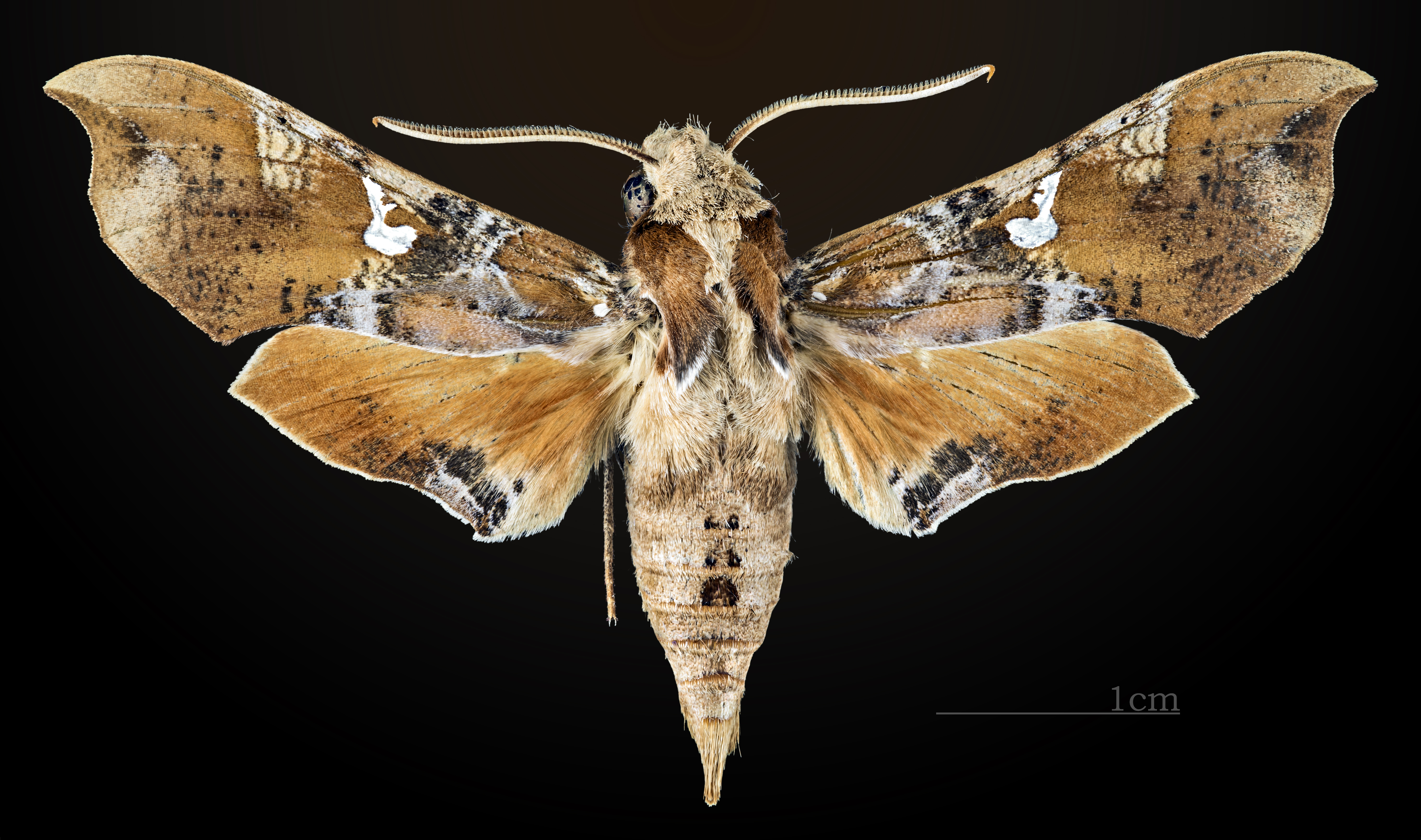
Avers du mâle (coll.MHNT)
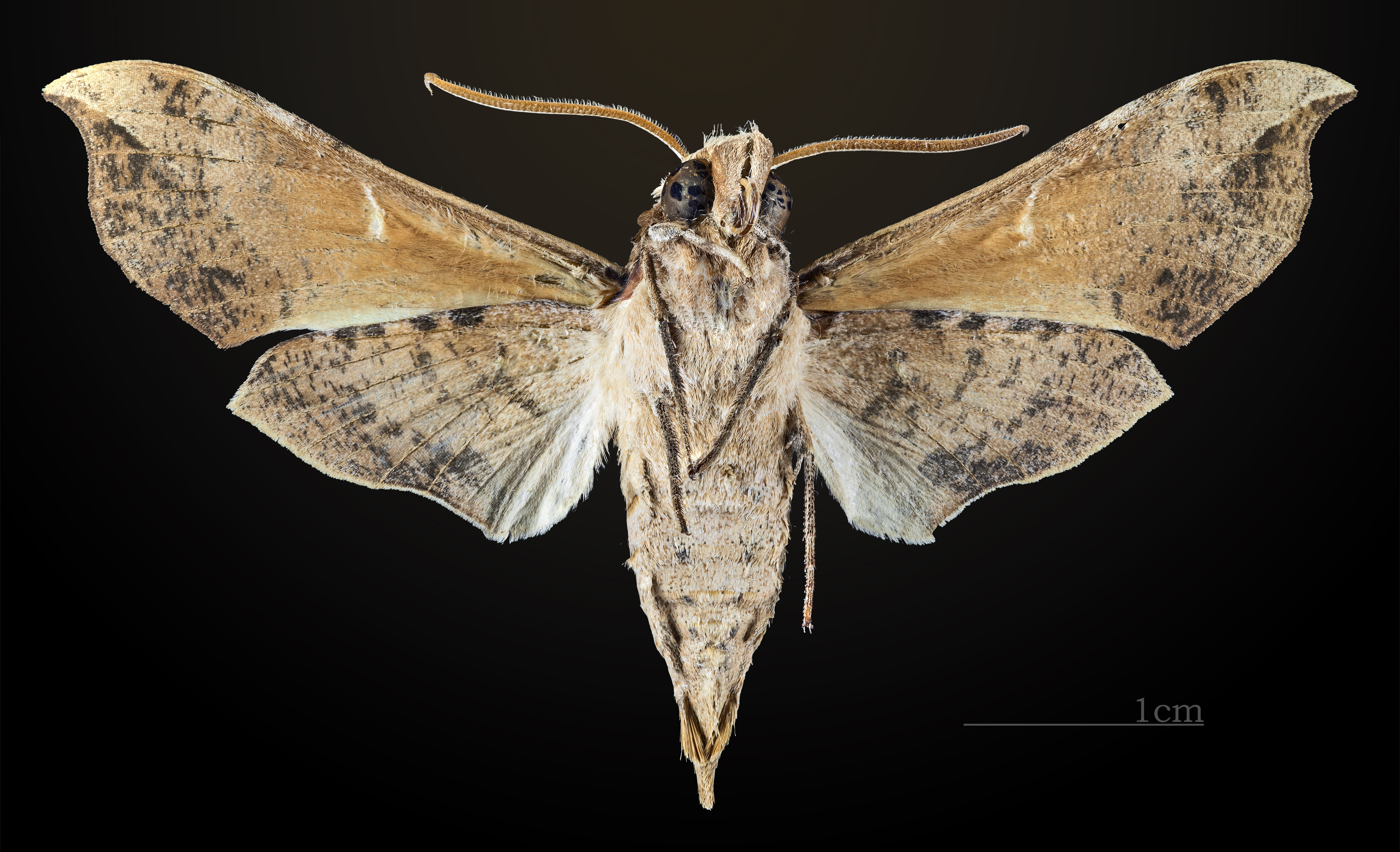
Revers du mâle (coll.MHNT)
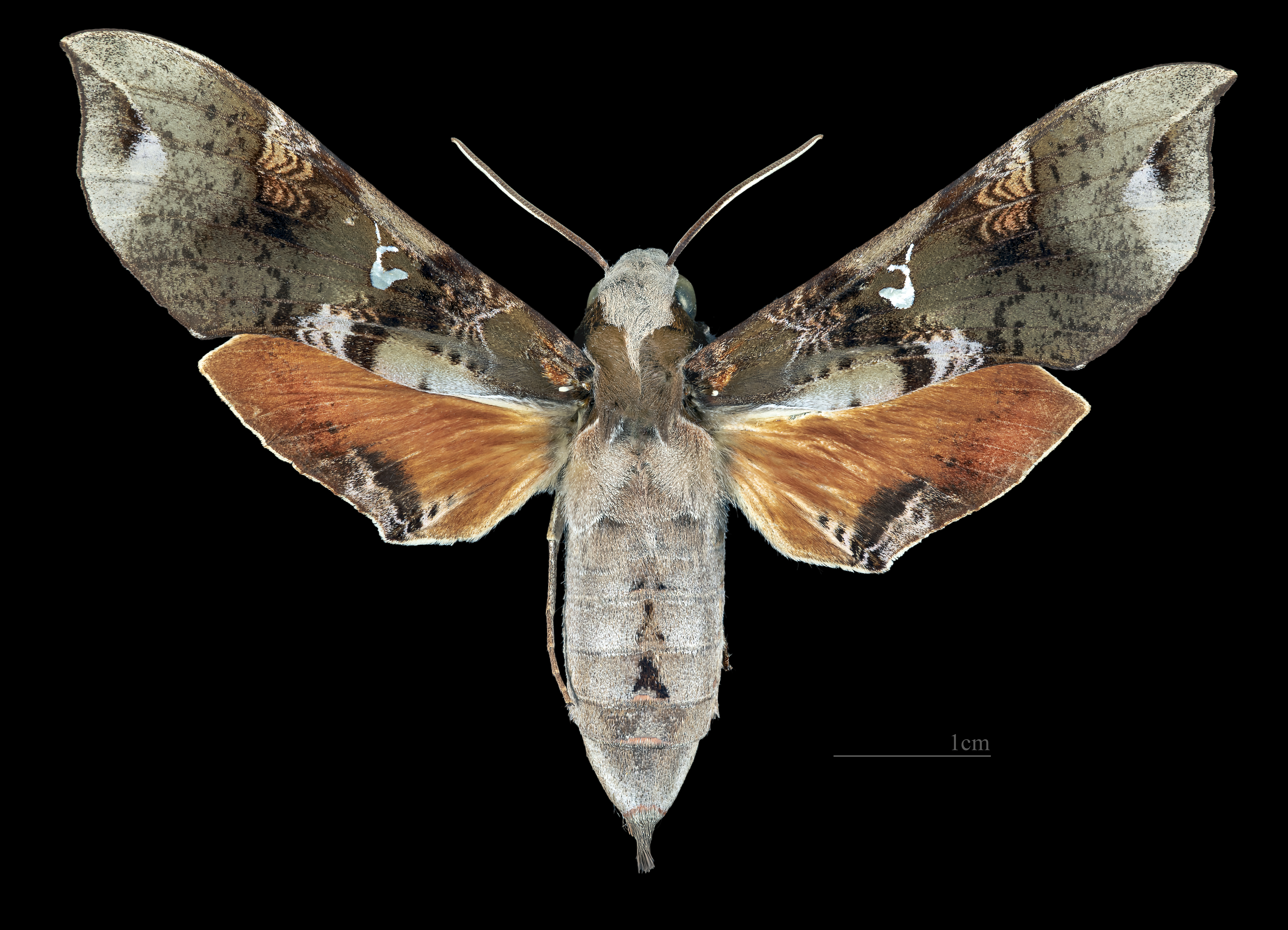
Avers de la femelle (coll.MHNT)
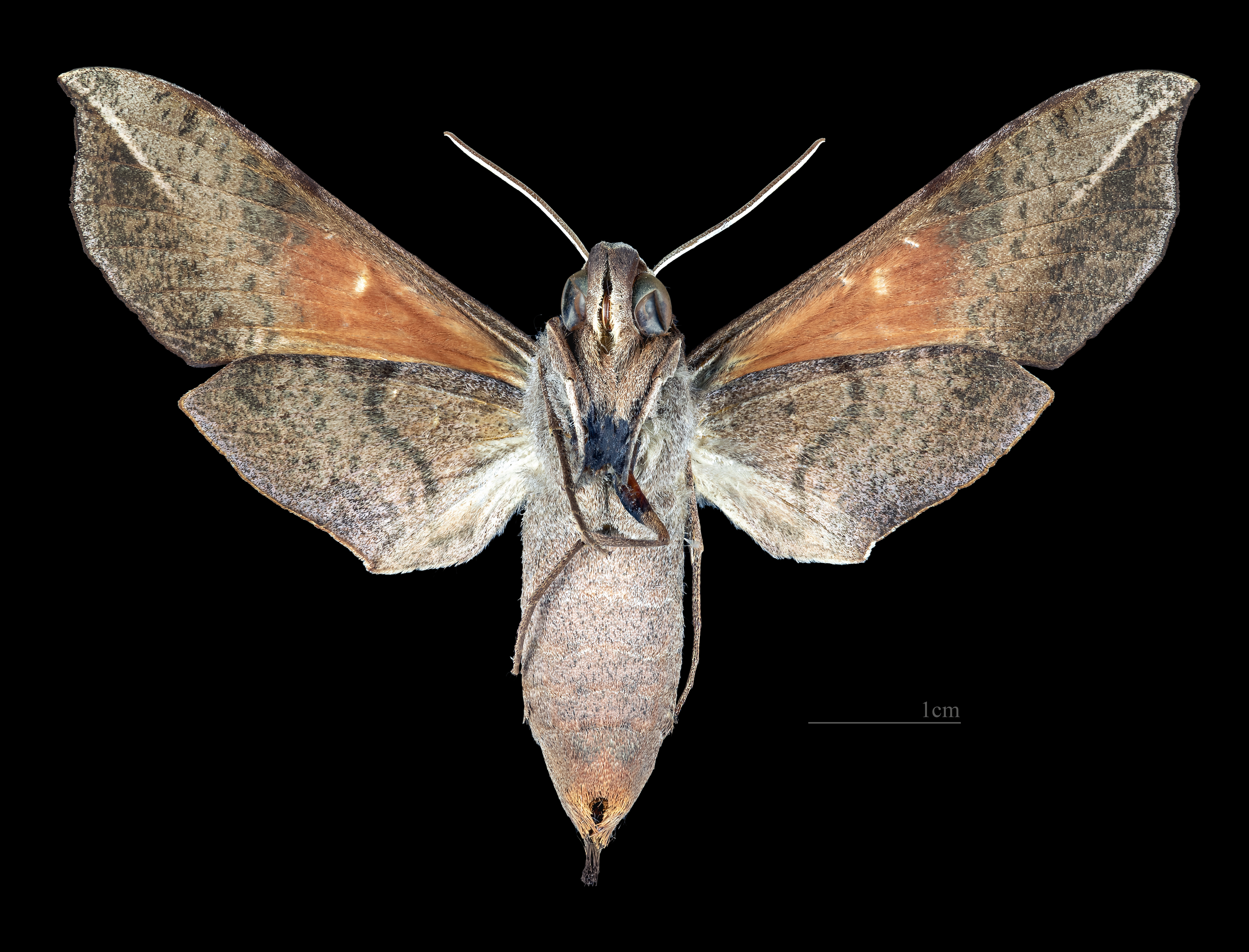
Revers de la femelle (coll.MHNT)

## Biologie
Les adultes volent tout le long de l'année au Costa Rica. Aux États-Unis les adultes volent d'avril à septembre (Floride, Texas, Arizona et sud de la Californie).
Le chenilles se nourrissent sur Stemmadenia obovata et d'autres espèces de la famille des Apocynaceae.

## Répartition et habitat
Répartition
Il est connu en Argentine, Venezuela, Surinam, Guyane, Bolivie, Brésil, Pérou, Belize, Guatemala, Nicaragua, Costa Rica, Panama, Mexique  mais aussi au sud de la Floride, dans le sud du Texas, sud de l'Arizona et de la  Californie du Sud.

## Systématique
- L'espèce Callionima parce a été décrite par l'entomologiste danois Johan Christian Fabricius en 1775, sous le nom initial de Sphinx parce[1].
- La localité type est le Brésil.

### Synonymie
- Sphinx parce Fabricius, 1775 Protonyme
- Sphinx licastus Stoll, 1781 [2]
- Sphinx galianna Burmeister, 1855[3]
- Hemeroplanes parthenope Zikán, 1935[4]